# سونياتا
سونياتا (Śūnyatā ، لغة بالي:suññatā) وتعني حرفياً «الفراغ»؛ أو «الخلاء» هو مبدأ في البوذية يحتمل معاني عدة تعتمد على ال68سياق العقائدي.
في بوذية تيرافادا تشير suññatā إلى طبيعة أناتا (غير الذات) في الكومات الخمسة (سكاندا) للتجارب الحياتية وعوالم الحس الستة (أياتانا Ayatana). يستخدم المصطلح عادة للإشارة إلى الحالة أو التجربة التأملية. أما في ماهايانا فإن لفظ سونياتا يشير إلى فهم أن «كافة الأشياء هي فارغة من وجودها وطبيعتها الجوهرية». في حين أنه في البوذية التبتية يشير لفظ سونياتا إلى «الانفتاح وفهم فهم عدم الوجود».
تعد سونياتا من المصطلحات الرئيسية في بوذية ماهايانا، ولها تأثير على الفلسفة الهندوسية.

## اقرأ أيضاً
- عدمية